# Giovanni Carlo Galli da Bibbiena
Giovanni Carlo Sicinio Galli da Bibbiena (Bologna, 13 agosto 1717 – Lisbona, 20 novembre 1760) è stato un architetto e disegnatore italiano, appartenente alla famiglia di artisti di origine toscana dei Galli da Bibbiena.

## Biografia

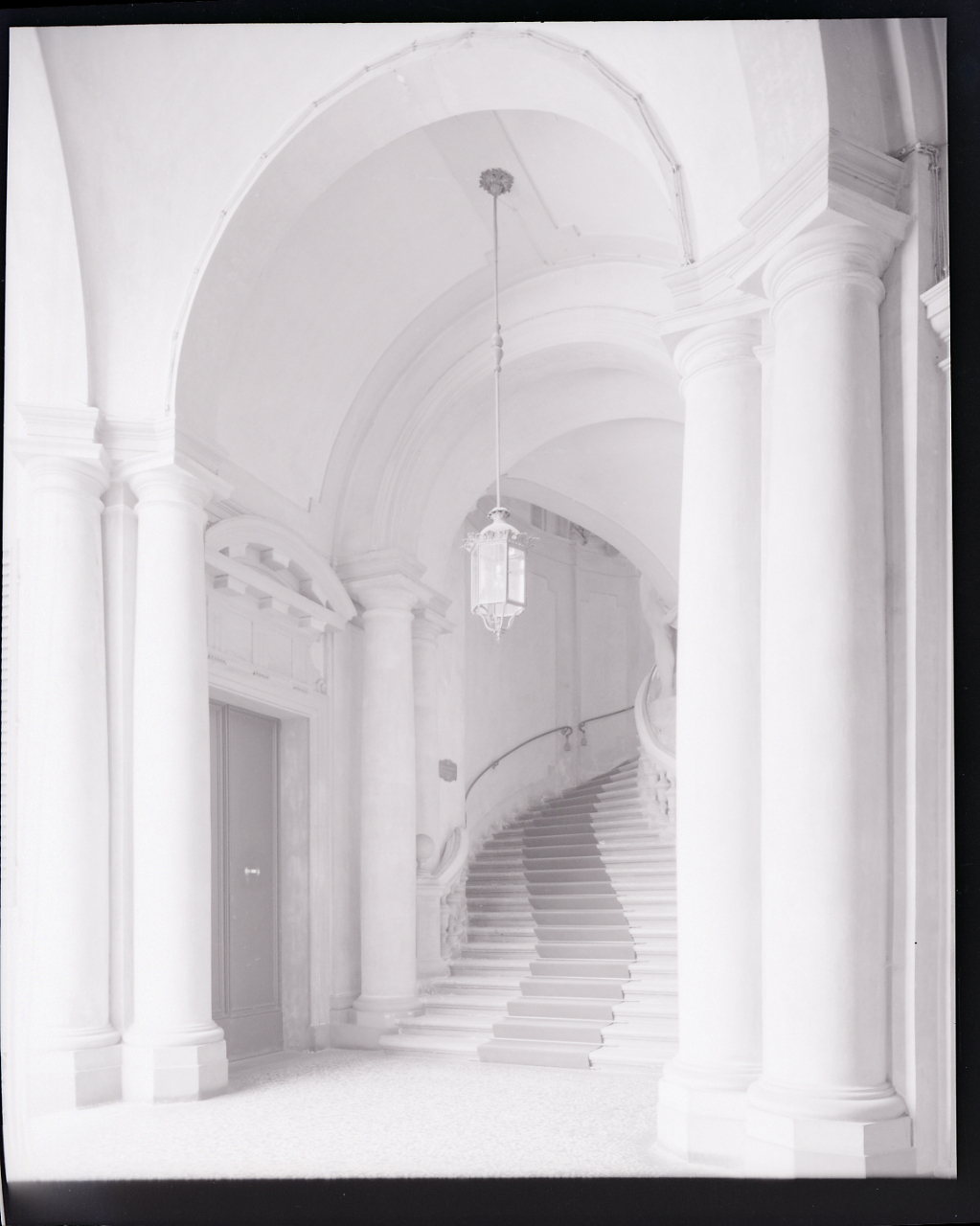
Scala elicoidale di Palazzo Malvasia, poi Garagnani, Bologna (1750). Foto di Paolo Monti.

Spesso confuso con Giovanni Maria il Giovane figlio di Ferdinando Galli da Bibbiena o Carlo nato da Giuseppe Galli da Bibbiena, fu invece figlio di Francesco Galli da Bibbiena e la lorenese Anna Mitté, nacque a Bologna il tredici agosto del 1717, ebbe il terzo nome dal padrino Sicinio Ignazio Pepoli. Fu membro, direttore e docente di Architettura dell'Accademia Clementina bolognese per svariati anni della sua vita, proseguendo l'insegnamento del padre e dello zio Ferdinando. Decorò le scale di Palazzo Savini sempre a Bologna e la Cappella di San Antonio in San Bartolomeo di Porta Ravegnana.

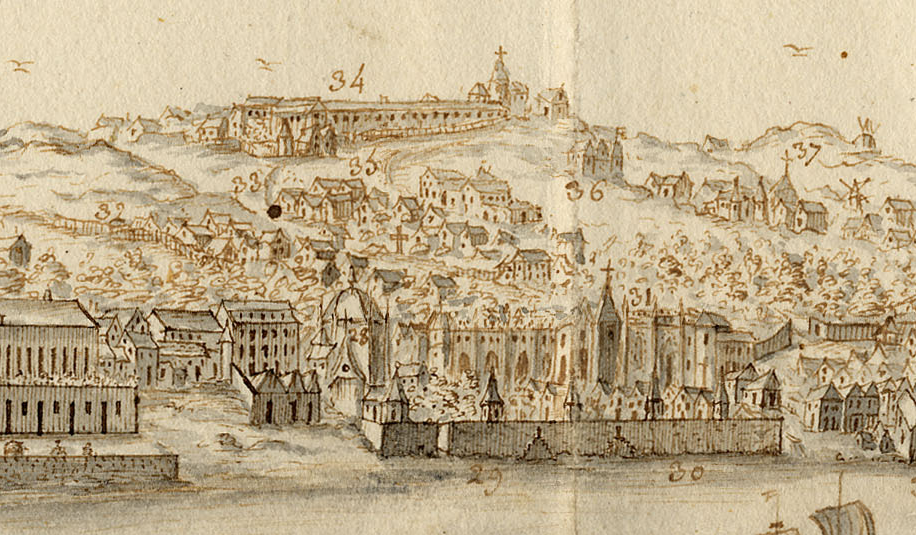
Vista della collina dell'Ajuda con la Real Barraca e l'Igreja da Memória, disegno contenuto in Vista e perspectiva da Barra, Costa e Cidade de Lisboa di Bernardo de Caula, 1763.

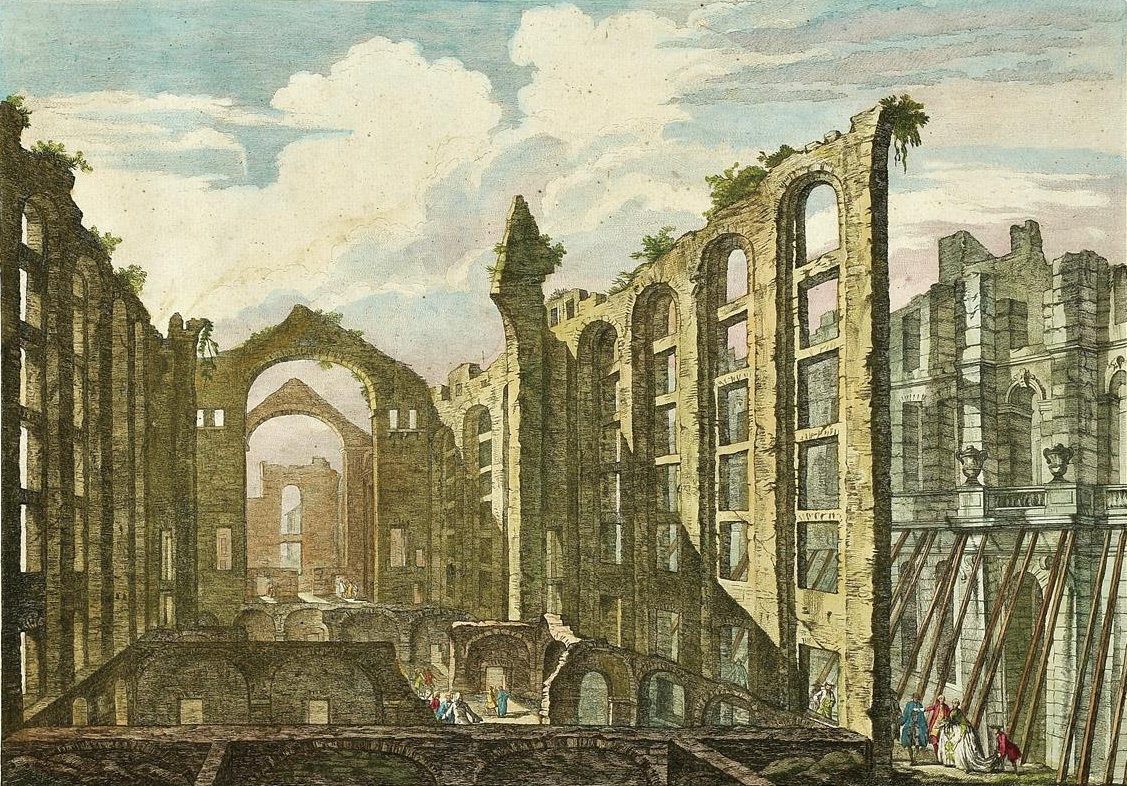
Rovine dell'Ópera do Tejo, disegno di Jacques-Philippe Le Bas del 1757.

Disegnò i progetti e gli schemi per l'altare maggiore di San Petronio a Bologna sotto incarico del papa bolognese Benedetto XIV. Nel 1752 venne ingaggiato dal re di Portogallo Giuseppe I, appassionato di musica, il quale gli commissionò la realizzazione di vari teatri di corte e delle loro scenografie. Nel 1752-1753 partecipò alla realizzazione del teatro annesso al palazzo reale di Salvaterra de Magos. Nel 1752 iniziarono i lavori per la realizzazione dell'opera di Lisbona (Ópera do Tejo o Real Casa da Ópera), da lui progettata.
Tale teatro, situato nell'area rivierasca di Lisbona nota come Ribeira das Naus, nei pressi del palazzo della Ribeira, venne edificato secondo il progetto e fu inaugurato il 31 marzo del 1755. Venne tuttavia completamente distrutto dal violento sisma e successivo tsunami che colpì Lisbona nel novembre del 1755.
Anche dopo il terremoto Galli da Bibbiena continuò a ricevere committenze dal sovrano, tra le quali le più significative furono la Real Barraca situata nella zona dell'Ajuda (struttura provvisoria in legno, andata distrutta a causa di un incendio nel 1794, adibita a nuova residenza reale dopo la distruzione del palazzo della Ribeira nel 1755) e l'Igreja da Memória (voluta dal sovrano Giuseppe I del Portogallo per commemorare lo scampato attentato subito nel 1759 da cui sarebbe poi scaturito l'Affare Távora). Quest'ultima era ancora incompleta quanto Galli da Bibbiena morì.
Giovanni Carlo Sicinio Galli da Bibbiena morì a Lisbona il 20 novembre del 1760.